# Victor Suvorov
Victor Suvorov (în limba rusă Ви́ктор Суво́ров; numele real Vladimir Bogdanovici Rezun  Влади́мир Богда́нович Резу́н) (născut pe 20 aprilie 1947 într-o familie mixtă ruso-ucraineană) a fost un ofițer sovietic de informații, care a lucrat în cadrul GRU (spionajul militar sovietic), a dezertat și s-a refugiat în Anglia în 1978, unde a lucrat ca analist de informații. Este autorul mai multor cărți, unele dintre ele extrem de controversate, precum aceea în care afirmă că Stalin era pregătit în 1941 să invadeze Europa.
Suvorov pretinde că pseudonimul său este de fapt supranumele din armată, primit în cinstea marelui comandant militar rus din secolul al XVIII-lea, Alexandr Suvorov.

## Lucrări și idei
Suvorov a scris mai multe cărți despre experiențele sale în armata sovietică și s-a alăturat echipei britanice condusă de generalul Sir John Hackett în efortul de scriere a cărții The Third World War: The Untold Story – Al treilea război mondial: povestea nespusă .  Publicată în 1982, această carte a fost urmarea primei cărți pe aceiași temă apărută în 1978 The Third World War – Al treilea război mondial, în care Hackett și echipa sa făceau speculații pe seama posibilului curs al unui război URSS-NATO în Germania.
Suvorov a scris de asemenea un număr de cărți despre vremurile lui Stalin într-un stil accesibil publicului larg, stil considerat absolut inacceptabil de unii dintre istoricii profesioniști.  Prima carte a fost Icebreaker: Who Started the Second World War? – (Spărgătorul de ghiață. Cine a început al doilea război mondial?). Și alte cărți tratau problemela celui de-al doilea război mondial, în susținerea afirmațiilor sale Suvorov bazându-se pe fragmente ale unor memorii oficiale și pe documente sovietice. Cea mai spectaculoasă afirmație a lui Suvorov a fost aceea că Stalin dorea să extindă socialismul dintr-o singură țară în restul lumii, prin lansarea unei invazii în Europa Răsăriteană și Centrală ocupate de naziști și chiar în Germania Nazistă. Data cea mai probabilă pentru atac ar fi fost 6 iulie 1941. Această dată ar fi căzut cu doar două săptămâni mai târziu decât data la care forțele Axei au declanșat Operațiunea Barbarossa.
Ideea conform căreia Stalin era pregătit să atace mai înainte de declanșarea invaziei germane nu era nouă. Ea a fost propusă pentru prima oară de disidentul sovietic Piotr Grigorenko. Suvorov a adus detalii și a încercat să dovedească valabilitatea acestei ipoteze.
Teoria lui Suvorov a fost dezbătută cu foarte mare interes, în parte și datorită uriașelor implicații politice. Cărțile lui Suvorov au apărut cu titluri ușor diferite, în funcție de editura la care au fost tipărite. De exemplu, Aquarium, publicată în Anglia de Hamish Hamilton, a apărut în Statele Unite ale Americii cu titlul Inside the Aquarium.
Cărțile lui Suvorov și comentariile sale despre Armata Roșie au fost respinse de unii istorici ca fiind o combinație dintre hiperbole și dovezi fabricate. S-a afirmat că Suvorov era sub presiunea evenimentelor și trebuia să demonstreze că era un dezertor de prim rang, care avea o mare valoare, așa că a fabricat evenimente și dovezi. Mulți istorici militari sunt sceptici în ceea ce privește valoarea științifică a lucrărilor lui Suvorov. Un autor care sprijină teoria lui Suvorov este Mihail Meltiuhov în cartea sa “Șansa pierdută a lui Stalin” . Cea mai mare parte a materialului documentar al lui Meltiuhov provine din diferite arhive de stat rusești.(Pentru recenzia cărții vezi  Arhivat în 17 decembrie 2005, la Wayback Machine.).

## Critici
Printre criticii cei mai importanți ai lucrării lui Suvorov se numără istoricul israelian Gabriel Gorodetsky și generalul rus Dmitri Volkogonov. Una dintre criticile aduse muncii lui Suvorov este aceea că nu a terminat analiza asupra începutului dezastruos pentru sovietici al celui de-al Doilea Război Mondial. Dacă poate fi posibil ca Suvorov să fi sesizat corect intențiile reale ale lui Stalin și expunerea uriașului potențial material al mașinii militare sovietice, el a neglijat în mod nepermis argumentele despre problemele Armatei Roșii: slaba încadrare cu ofițeri experimentați de toate gradele după epurările armatei din 1938 și moralul redus. Deși Suvorov a încercat să atace și aceste puncte în cărțile care le-a publicat mai apoi, toate disputele au rămas nerezolvate.
Un exemplu al argumentelor lui Suvorov în favoarea teoriei intențiilor agresive ale lui Stalin, a fost dezvoltarea avionului KT/A-40 Antonov "tancul zburător".  Criticii afirmă că cea mai mare parte a acestor dovezi nu sunt concludente, sau pot fi explicate în alți termeni decât cei sugerați de Suvorov. Un alt exemplu al argumentelor lui Suvorov a fost acela că sovieticii au proiectat tancul BT pentru a fi folosit pe rețeaua de autostrăzi germane (Autobahns). De fapt, acest proiect își avea originea în SUA, iar producția de tancuri BT a început în Uniunea Sovietică în 1931, când în Germania nu existau autostrăzi, iar URSS și Germania nu aveau frontieră comună.
Teoriile lui Suvorov coincid cu unele declarații ale fostului prim-ministru al Estoniei, Mart Laar. Pe 20 august 2004, el a publicat un articol în Wall Street Journal intitulat When Will Russia Say 'Sorry'? – Când va spune Rusia 'Îmi pare rău' ?. În acest articol el spunea: Există noi dovezi care arată că prin încurajarea lui Hitler să declanșeze cel de-al doilea război mondial, Stalin spera să aprindă în mod simultan revoluția mondială și să cucerească întreaga Europă. Numele lui Suvorov nu a fost menționat în acest articol.
Un alt fost om de stat care împărtășea aceleași puncte de vedere despre planul de agresiunea sovietică este Mauno Koivisto, care a scris: Pare să fie clar că Uniunea Sovietică nu părea să fie pregătită pentru apărare în vara lui 1941, dar că se pregătea mai degrabă pentru atatc... Forțele mobilizate în Uniunea Sovietică nu erau poziționate pentru apărare ci pentru scopuri ofensive. Fostul președinte Koivisto a mai adăugat și câteva cifre care sugerau superioritatea sovietică. El a tras concluzia: Forțele de invazie ale lui Hitler nu au copleșit pe cele ale sovieticilor, dar erau la rândul lor depășite din punct de vedere numeric. Sovieticii nu erau capabili să organizeze apărarea. Trupele erau dotate cu hărți care acopereau teritoriile din afara Uniunii Sovietice.
Istoricul militar David Glantz pune la îndoială argumentele conform cărora armata sovietică era dispusă în formație de atac în 1941. El demonstrează că Armata Roșie era în starea de mobilizare parțială în iulie 1941, stare în care nici o apărare eficientă, nici un atac cu șanse de izbândă nu puteau fi asigurate fără o întârziere considerabilă. Cartea lui Stumbling Stumbling Colossus – Colosul care se împleticește a fost considerată de mulți critici cea mai eficientă armă împotriva tezei lui Suvorov.
O altă critică a poziției lui Suvorov se referă la afirmația că nu ar fi nici o dovadă că Stalin l-ar fi încurajat pe Hitler vreodată să declanșeze al Doilea Război Mondial. În articolele sale politice, Stalin s-a opus tot timpul teoriei troțkiste despre revoluția permanentă, aplicarea căreia presupunea război la nivel mondial și ocuparea altor țări, (deoarece practica a arătat că războiul, devastarea totală, poate crea condiții revoluționare care nu ar fi posibil de atins pe calea evoluției normale). Stalin a insistat în schimb pe politica socialismului într-o singură țară, care promova separarea și dezvoltarea paralelă a socialismului într-o anume țară, în  timp ce ar fi așteptat ca revoluții cu două stadii de dezvoltare să conducă și alte țări către socialism. Teoriile obișnuite afirmă că Stalin ar fi pregătit armata sovietică de război pentru ca ar fi presimțit că trebuie să elibereze Europa de fascism, iar pactul Molotov-Ribbentrop nu a fost nimic altceva decât o cale de a suspenda temporar războiul cu Germania Nazistă, doar pentru a avea timpul necesar pentru preparativele pe care cercetările lui Suvorov le dezvăluie. Totuși, argumentul lui Suvorov este acela că sistemul comunist pretindea în mod natural atât afirmarea în exterior a intențiilor pașnice cât și imperativul secret, dar obligatoriu pe termen lung, al transformării statelor capitaliste în state comuniste. Conform acestei teorii, este irelevant dacă Hitler ar fi atacat sau nu Uniunea Sovietică, simpla existență a unor state capitaliste era o justificare suficientă pentru agresiunea sovietică. Suvorov dă exemplul atitudinii sovietice fața de România: deși regimul lui Ceaușescu a menținut o atitudine agresiv independentă față de Uniunea Sovietică, țara nu a fost nici o clipă în primejdie de a fi invadată, așa cum a fost cazul Ungariei în 1956 sau al Cehoslovaciei în 1968, și aceasta datorită faptului că, așa cum afirmă Suvorov, România nu amenința să renunțe la sistemul socialist.
O poziție de mijloc pare să aibă istoricul israelian Martin van Creveld. Într-un interviu din 11 aprilie 2005 din revista FOCUS, care este a treia revistă săptămânală ca tiraj din Germania, acesta a spus: "Mă îndoiesc că Stalin era dornic să atace așa de timpuriu ca în toamna anului 1941, dar anumiți scriitori aduc argumente în favoarea acestui fapt. Dar nu am nici o îndoială că, mai devreme sau mai târziu, dacă Germania s-ar fi încurcat într-un război cu Marea Britanie și SUA, el ar fi luat ceea ce ar fi dorit. Judecând după discuțiile dintre Ribbentrop și Molotov din noiembrie 1940, acest „ceva” ar fi fost România, Bulgaria, accesul al Marea Nordului, Dardanele și, probabil, la acea parte a Poloniei care era sub controlul german la acea vreme." Întrebat care era nivelul de amenințare pe care l-ar fi resimțit conducătorii Wehrmachtului date fiind pregătirile sovietice de război, van Creveld a replicat "foarte mare" și a adăugat: "În 1941, Armata Roșie era cea mai mare armată din lume. Stalin putea, așa cum am spus, să nu aibă planuri să atace Germania în toamna anului 1941. Dar nu este greu de crezut că ar fi încercat să profite vreodată de ocazia favorabilă pentru a înjunghia pe la spate cel de-al treilea Reich."
Criticii lui Suvorov consideră că sugestia conform căreia Stalin considera războiul cu Germania Nazistă ca fiind inevitabil, este în contradicție cu faptul real că atacul nazist din 1941 a luat prin surprindere totală Uniunea Sovietică. Pe de altă parte, faptul că Stalin a fost luat prin surprindere nu se potrivește cu istoria oficială, conform căreia Stalin era paranoic în ceea ce privește o posibilă invazie străină și s-ar fi concentrat exclusiv pe politicile de apărare. Tuturor criticilor, Suvorov le-a răspuns în detaliu în cartea Sinuciderea.
Se poate rezuma că teza lui Suvorov a atras o anumită susținere, dar că acest sprijin vine mai degrabă de la lideri politici decât de la istorici de profesie.

## Opera
- GRU. Cenușă fără epoleți, Editura Elit Comentator, București, 1993, Acvarium. Cenușă fără epoleți, Editura Elit, 1999, 2008; ** Acvariul. Cariera și defecțiunea unui spion sovietic, Editura Polirom, Iași, 2011;
- Spărgătorul de gheață. Cine a declanșat al Doilea Război Mondial?, Editura Polirom, Iași, 1995, 2010;
- Ultima republică, vol. 1 De ce a pierdut Uniunea Sovietică al Doilea Război Mondial?, Editura Polirom, Iași, 1997, 2010;
- Ultima republică, vol. 2 Cauza sfântă, Editura Polirom, Iași, 2011;
- Epurarea. De ce a decapitat Stalin armata?, Editura Polirom, 2000, Iași, 2011;
- Ziua M. Când a început al Doilea Război Mondial?, Editura Polirom, Iași, 1998, 2011;
- Ultima Republică, vol. 3 Dezastrul, Editura Polirom, Iași, 2011;
- Spețnaz. Istoria secretă a Forțelor Speciale Sovietice, Editura Polirom, Iași, 2011;
- O să vă îngropăm! Cronica mărețului deceniu, Editura Polirom, Iași, 2012;
- Sinuciderea. De ce a atacat Hitler Uniunea Sovietică?, Editura Polirom, Iași, 2012;
- Eliberatorul, Editura Polirom, Iași, 2013;
- Numele ei era Tatiana, Editura Polirom, Iași, 2013;
- Umbra victoriei, Editura Polirom, Iași, 2013;
- Fiasco. Ultima bătălie a mareșalului Jukov, Editura Polirom, Iași, 2014;
- Îmi retrag cuvintele, Editura Polirom, Iași, 2014;
- Principiile spionajului, Editura Polirom, Iași, 2016.